# Fanklub TV
Fanklub TV (dawniej: Lech TV oraz Inea stadion) – pierwszy klubowy koncesjonowany kanał telewizyjny w Polsce.

## Historia
Powstał na bazie internetowego kanału LechTV Online. Lech TV powstał przy współpracy klubu Lech Poznań i sieci kablowej Inea, która w latach 2013-2018 była Sponsorem Premium Lecha Poznań i sponsorem tytularnym INEA Stadionu w Poznaniu (obecnie Enea Stadionu).
Lech TV rozpoczął nadawanie 24 października 2013 o godz. 20:00. Stacja miała charakter informacyjno-lifestylowy. Jej celem było przybliżenie klubu Lech Poznań i jego zawodników szerokiej publiczności, promować klub i jego wartości oraz jednoczyć kibiców. Kanał był wzorowany na podobnych klubowych kanałach telewizyjnych działających w Europie Zachodniej. Najwięcej uwagi poświęcone było pierwszej drużynie, jednak stacja przybliżała także zespoły juniorskie.
W ramówce kanału znajdowały się materiały pokazujące kulisy funkcjonowania klubu, materiały archiwalne, w tym mecze, oraz bieżące retransmisje. Co godzinę Lech TV nadawał flesz informacyjny, z podsumowaniem najświeższych wydarzeń. Na żywo emitowane były konferencje prasowe. Część prezentowanych materiałów dostępna była także w internecie na stronie klubu. Kanał w tej formie dostępny był w sieciach kablowych Inea i Asta-Net.
1 lipca 2018 stacja zmieniła nazwę na Inea stadion w związku z zakończeniem współpracy z Lechem Poznań, od tego momentu na antenie zaczęły się również pojawiać programy o sportach innych niż piłka nożna. 1 lutego 2020 zmienił znowu nazwę na Fanklub TV, a jednocześnie właścicielem kanału została Wielkopolska Telewizja Kablowa.
Pod koniec maja 2025 roku kanał ma zakończyć nadawanie z powodu braku rentowności.

## Historia LechTV Online
Stacja internetowa LechTV Online była pierwszą stacją telewizyjną poświęconą klubowi sportowemu w Polsce i pierwszą klubowi z polskiej Ekstraklasy. Telewizja rozpoczęła działalność 17 maja 2007 i była dostępna tylko w internecie. Przez pierwsze dwa lata transmitowała newsy dotyczące klubu i jego zawodników, relacje z meczów na żywo ze wszystkich meczów drużyny Lecha Poznań, zapowiedzi, skróty, wypowiedzi, konferencje prasowe, relacje audio, oraz programy m.in. "Babskim Okiem", "Wiara Lecha", "Poznaj Lechitę" i "Szkółka Lecha". Stacja nie posiadała stałej ramówki. Materiały były udostępniane na stronie internetowej lechpoznan.tv, gdzie każdy kibic mógł w każdej chwili obejrzeć interesujący go program. W lutym 2009 telewizja internetowa stała się płatna. Nie przyniosła jednak oczekiwanych wyników. Po niespełna roku telewizja stała się ponownie otwarta, jednak już wyłącznie w formie newsowej. Wszystkie programy cykliczne i stałe punkty LechTV zostały zawieszone, a redakcja pomniejszona.